# Michael Hartung
Michael Hartung, auch Michielle Harton (* vor 1593; † nach 1640) war ein bedeutender Lautenmacher, der in Padua, Roßhaupten und Venedig wirkte.

## Leben
Michael Hartung war der Schwiegersohn von Wendelin Tieffenbrucker (vor 1551–nach 1611). Er stammte aus Tiefenbruck, der Heimat der Familie Tieffenbrucker. 
Große Teile seines Lebens verbrachte er in Bologna. Dort führte er eine Werkstatt für  Instrumentenbau. 
Das Kunsthistorische Museum in Wien und das Germanische Nationalmuseum verfügen über erhaltene Lauten Hartungs.